# Franco (Abegondo)
Franco (llamada oficialmente O Franco) es una aldea española situada en la parroquia de Montouto, del municipio de Abegondo, en la provincia de La Coruña, Galicia.

## Demografía
| Gráfica de evolución demográfica de Franco entre 1999 y 2018 |
|                                                              |
| Datos según el nomenclátor publicado por el INE.             |